# Трофименков Михайло Сергійович
Миха́йло Сергі́йович Трофи́менков (рос. Михаил Сергеевич Трофименков; нар. 1966, Ленінград, РРФСР) — російський кінокритик.

## Біографія
Михайло Трофименков у 1988 році закінчив мистецтвознавче відділення історичного факультету Ленінградського державного університету, у 1988 році закінчив аспірантуру ЛДІТМіКу. Кандидат мистецтвознавства. У 1997—1999 роках викладав в університеті міста Мец у Франції.
З 2000 року — оглядач видавничого дому «Коммерсантъ». Публікувався в журналах: «Митин журнал», «Искусство кино», «Сеанс», «Театральная жизнь», «Петербургский театральный журнал», «Искусство» та ін. Автор низки статей «Новітньої історії вітчизняного кіно. 1986—2000» (рос. Новейшая история отечественного кино. 1986—2000).
Член редколегії видавництва «Сеанс». Директор міжнародних програм фестивалів «Кінотавр».
Підтримав російське вторгнення в Україну.

## Книги
- «Сергей Бодров. Последний герой» (2003)(рос.)
- «Путеводитель по кино» (2003, 2-е изд. 2004)(рос.)
- «Убийственный Париж». СПб, «Амфора», 2012.(рос.)
- «Кинотеатр военных действий». СПб, «Сеанс». 2014.(рос.)